# Tháng bảy
Tháng bảy hay tháng bẩy là tháng thứ bảy theo lịch Gregorius, có 31 ngày.

## Những sự kiện trong tháng 7
- Thứ bảy đầu tháng là Ngày Quốc tế Hợp tác (International Day of Cooperatives)
- 1 tháng 7 là ngày Bảo hiểm y tế Việt Nam
- 4 tháng 7 là Ngày lễ độc lập của Hoa Kỳ
- 11 tháng 7 là Ngày Dân số Thế giới (World Population Day)
- 14 tháng 7 là ngày Quốc khánh nước Cộng hòa Pháp
- 15 tháng 7 Ngày truyền thống Thanh niên xung phong
- 22 tháng 7 là ngày lễ thánh Maria Madalena
- 27 tháng 7 là Ngày Thương binh Liệt sĩ Việt Nam
- 28 tháng 7 là Ngày thành lập Công Đoàn Việt Nam

## Ngày lễ và kỷ niệm
- 3 tháng 7 - Ngày mất nhà thơ trào phúng Dương Quân, Việt Nam